# Emydura Murraya
Emydura Murraya (Emydura macquarii) – gatunek żółwia bokoszyjnego z rodziny matamatowatych (Chelidae) występujący we wschodniej Australii.

## Wygląd
Karapaks samców tego gatunku osiąga długość do 30,0 cm, samic do 36,8 cm. Kształt pancerza zmienia się w trakcie rozwoju. U świeżo wyklutego przedstawiciela gatunku jest niemal idealnie kolisty. W miarę rozwoju tylna część rozszerza się, by u dorosłych osiągnąć kształt owalny.

## Zasięg występowania
Żółw ten występuje we wschodniej Australii, na terenie stanów Nowa Południowa Walia, Queensland, Australia Południowa i Wiktoria.

## Pożywienie
Żółw poluje na żaby i kijanki. Je także rośliny.

## Rozmnażanie
Samica znosi w lecie od 10 do 15 jaj. Młode wykluwają się z nich po 10 lub 11 tygodniach.